# Ángel Iturriaga Barco
Ángel Iturriaga Barco (Logronyo, 1974) és un historiador i escriptor espanyol, autor del Diccionario de jugadores del FC Barcelona (2010), el Diccionario de técnicos y directivos del FC Barcelona (2011) i el Diccionario de jugadores de la selección española de fútbol (2013).
L'octubre de 2013 va publicar la novel·la biogràfica Paulino (Edicions Saldonar), juntament amb David Valero. Els dos autors posen al dia la figura del jugador del Barça d'origen filipí, conegut com a Trenca-xarxes pels seus 369 gols en 257 partits. «Era necessari fer una biografia d'una gran estrella de l'esport com era Paulino, ja que és una de les primeres grans estrelles de l'esport i el millor futbolista asiàtic de tots els temps», van afirmar els dos autors.

## Obra
- Diccionario de jugadores del FC Barcelona, 2010, Base, ISBN 978-84-92437-74-0
- Diccionario de técnicos y directivos del FC Barcelona, 2011, Base, ISBN 978-84-939161-2-1
- Paulino: el primer crac de la història del Barça (amb David Valero), 2013, Saldonar, ISBN 978-84-941164-5-2
- Diccionario de jugadores de la selección española de fútbol, 2013, T&B, ISBN 978-84-15405-64-1
- El Barça, rey de Europa, Al Poste, 2015, ISBN 9788415726470
- Diccionario de jugadores del Atlético de Madrid, 2016, Siníndice, ISBN 9788415924166